# Marco Ramondino
Marco Ramondino (Avellino, 26 agosto 1982) è un allenatore di pallacanestro italiano.

## Carriera

### Club

#### Prime esperienze in panchina
Marco Ramondino inizia la sua carriera da allenatore nella stagione 2000-01, quando non aveva ancora compiuto i 18 anni, come membro del settore giovanile della Scandone Avellino. Nella stagione di A1 2002-03, diventa assistente di Zare Markovski.
Tra il 2003 e il 2005 lavora presso la Pallacanestro Salerno, al seguito di Andrea Capobianco, con cui aveva collaborato nell'esperienza avellinese. Dopo una breve esperienza alla Ferentinum Battipaglia in C1, Ramondino conduce i salernitani in semifinale playoff.
Dopo due anni nello staff dell'Aurora Jesi, il coach avellinese torna a far parte dello staff di Andrea Capobianco, che, questa volta, allena la Teramo Basket. La prima stagione abruzzese, quella di Serie A1 2008-09, è indimenticabile, visto il terzo posto in Regular Season e la storica qualificazione all'EuroCup. 
Tra il 2011 e il 2013 è assistente allenatore, prima, della Biancoblù Bologna e, poi, della Veroli Basket. Nella stagione 2013-14 diventa capo allenatore di quest'ultima, conducendola al sesto posto in classifica e ai play off.

#### Junior Casale
Nella stagione di Serie A2 2014-15, assume la carica, lasciata vacante Giulio Griccioli, di capo allenatore della Junior Casale. 
Alla guida dei piemontesi centrerà tre qualificazioni consecutive ai playoff: nella prima, arriva in semifinale; nella seconda, viene eliminato al primo turno dalla testa di serie Universo Treviso; nella terza, viene eliminato al primo turno dalla Virtus Bologna, poi promossa in A1.
La stagione 2017-18, si distingue per un inizio di campionato perfetto, con 10 vittorie nelle prime 10 partite. Lo sviluppo centrale della stagione è altrettanto esaltante, tanto che la Regular Season si conclude con la Junior al primo posto. La conclusione, però sarà alquanto amara: dopo una serie di ottime prestazione, la squadra piemontese perde in finale con la Pallacanestro Trieste e non centra la promozione in A1.
Come capo allenatore della Junior Casale ha centrato anche due Final Eight di Coppa Italia di serie A2, nel 2016 e nel 2018.

#### Derthona Basket
Il 23 ottobre 2018 diventa capo allenatore della squadra di Tortona, la Derthona Basket. 
Il 29 settembre 2019 conduce la squadra bianconera alla vittoria della Supercoppa LNP, il primo trofeo ufficiale da capo allenatore per Ramondino e il secondo della storia per Derthona. La Regular Season vede la squadra al nono posto e una conclusione anzitempo, a seguito dell'emergenza dovuta alla pandemia di COVID-19.
Nella stagione successiva, quella del campionato di Serie A2 2020-21, vince i playoff con Torino e conduce il Derthona in Seria A1, per la prima volta nella sua storia. 
Durante la stagione di Serie A 2021-22, il talento di Marco Ramondino inizia ad essere riconosciuto dal pubblico. Riesce a condurre la sua squadra alla Final Eight di Supercoppa Italia, dove viene sconfitta agli ottavi dalla Virtus Bologna, poi vincitrice del trofeo, e alla finale di Coppa Italia, dove, dopo aver sconfitto la Virtus Bologna in semifinale, si arrende all'Olimpia Milano. La grande stagione dei piemontesi non si ferma, però, alle sole coppe. Dopo un quarto posto in Regular Season, riesce, infatti, nell'impresa di raggiungere le semifinali dei playoff. 
Il 6 aprile 2023, la Derthona Basket ha annunciato il rinnovo del contratto di Ramondino fino al 2026.
Il 23 dicembre 2023 gli è fatale la sconfitta con Treviso, la società alessandrina a ridosso della zona retrocessione decide per l'esonero dell'allenatore avellinese, sostituendolo il 26 dicembre con Walter De Raffaele.
Il 26 maggio 2025, firma un contratto biennale, con la formazione tedesca del Mitteldeutscher Basketball Club.

### Nazionale

#### Italia U16 e U18
Ramondino ha partecipato a cinque edizioni degli Europei (Under 18 e Under 16) ricoprendo il ruolo di assistente delle Nazionali giovanili. Ha ricoperto il ruolo di capo allenatore dell’Italia under 16 in occasione dell’EYOF (European Youth Summer Olympic Festival) nel 2015.

#### Italia U20
Nella stagione 2018-19 ha fatto parte dello staff tecnico dell'Italia under 20.

### Italia sperimentale
Dopo la nomina a capo allenatore della Nazionale maggiore di Gianmarco Pozzecco, Marco Ramondino viene scelto per guidare l’Italia sperimentale, ovvero la selezione Under 23.

## Palmarès

### Club

#### Competizioni nazionali
- Supercoppa LNP: 1

Derthona Basket: 2019

### Individuale
Miglior allenatore della Serie A: 1
Derthona Basket: 2022-2023